# Wahlkreis Kamenz
Der Wahlkreis Kamenz war ein Landtagswahlkreis zur Landtagswahl in Sachsen 1990, der ersten Landtagswahl nach der Wiedergründung des Landes Sachsen. Er hatte die Wahlkreisnummer 24.
Der Wahlkreis umfasste alle Städte und Gemeinden des Landkreises Kamenz: Bernbruch, Biehla, Bischheim-Häslich, Brauna, Bulleritz, Cosel-Zeisholz, Crostwitz, Cunnersdorf, Deutschbaselitz, Elstra, Friedersdorf, Gersdorf-Möhrsdorf, Gottschdorf, Gräfenhain, Großgrabe, Großnaundorf, Grüngräbchen, Hausdorf, Höckendorf, Kamenz, Kleinhänchen, Koitzsch, Königsbrück, Laußnitz, Lieske, Lückersdorf-Gelenau, Milstrich, Nebelschütz, Neukirch, Oberlichtenau, Oßling, Ostro, Panschwitz-Kuckau, Prietitz, Räckelwitz, Ralbitz, Rauschwitz, Reichenau, Reichenbach, Röhrsdorf,  Rosenthal, Schmorkau, Schönbach, Schwepnitz, Skaska-Döbra, Steina, Straßgräbchen, Weißbach b. Königsbrück, Weißig und Zschornau-Schiedel.
Für die Landtagswahlen 1994 wurde auch infolge der Kreisreform die Wahlkreisstruktur verändert, zudem wurde die Zahl der Wahlkreise von 80 auf 60 verringert. Das Gebiet des Wahlkreises Kamenz wurde 1994 auf die Wahlkreise Westlausitz 1 und 2 aufgeteilt.

## Ergebnisse
Die Landtagswahl 1990 fand am 14. Oktober 1990 statt und hatte folgendes Ergebnis für den Wahlkreis Kamenz:
| Direktkandidat | Partei (Kürzel) | Erststimmen (%) | Zweitstimmen (%) |
| -------------- | --------------- | --------------- | ---------------- |
|                | DA              | -               | 00,6             |
| Ludwig Noack   | CDU             | 45,7            | 53,6             |
|                | Chr. L          | -               | 00,6             |
|                | DBU             | -               | 00,6             |
|                | DSU             | 10,3            | 05,1             |
|                | F.D.P.          | 05,4            | 04,0             |
|                | LL-PDS          | 13,6            | 11,5             |
|                | NPD             | -               | 00,7             |
|                | FORUM           | 06,4            | 04,7             |
|                | RAP             | -               | 00,2             |
|                | SHB             | -               | 00,2             |
|                | SPD             | 16,7            | 18,2             |

Es waren 44.250 Personen wahlberechtigt. Die Wahlbeteiligung lag bei 76,8 %. Von den abgegebenen Stimmen waren 3,1 % ungültig. Als Direktkandidat wurde Ludwig Noack (CDU) gewählt. Er erreichte 45,7 % aller gültigen Stimmen.